# 布努拉區
32°28′57″N 3°42′13″E / 32.48250°N 3.70361°E

布努拉區（阿拉伯语：‎），是阿爾及利亞的行政區，位於該國中部，由蓋爾達耶省負責管轄，首府設於布努拉，面積1,560平方公里，2005年人口48,110人，人口密度每平方公里31人。